# Hooglandleeuwerik
De hooglandleeuwerik (Corypha kurrae) is een zangvogel uit de familie Alaudidae (leeuweriken). Eerder werd deze vogel beschouwd als een ondersoort van de roodnekleeuwerik (C. africana).

## Verspreiding
Deze soort komt voor in Afrika van Guinee tot Soedan en telt vijf ondersoorten:
- C. k. henrici: van Guinee tot zuidwestelijk Ivoorkust.
- C. k. batesi: van centraal Nigeria tot zuidoostelijk Niger en westelijk Tsjaad.
- C. k. stresemanni: het noordelijke deel van Centraal-Kameroen.
- C. k. bamendae: westelijk Kameroen.
- C. k. kurrae: westelijk Soedan.